# Acerodon lucifer
Acerodon lucifer es una especie extinta de mamífero quiróptero de la familia Pteropodidae. Solo es conocido por la especímenes encontrados entre 1888 y 1892 en la isla de Panay, en las Bisayas (Filipinas). Una publicación reciente considera que esta especie está relacionada con Acerodon jubatus.
Acerodon lucifer está considerado extinto desde 1996. La causa de la extinción fue probablemente la destrucción de su hábitat por parte del hombre.